# Tercillat
Tercillat település Franciaországban, Creuse megyében. Lakosainak száma 154 fő (2022. január 1.). Tercillat Bétête, La Cellette, Nouzerines, Sazeray, Vigoulant és Vijon községekkel határos.

## Népesség
A település népessége az elmúlt években az alábbi módon változott:
| Lakosok száma | 322  | 225  | 206  | 178  | 159  | 159  | 158  | 156  | 153  | 154  |
|               | 1968 | 1982 | 1990 | 2006 | 2013 | 2015 | 2017 | 2019 | 2020 | 2022 |